# Kassa–Ágcsernyő–Csap-vasútvonal
A Kassa–Ágcsernyő–Csap-vasútvonal egy kétvágányú villamosított vasútvonal nagyobb részben Szlovákiában, kisebb részben Ukrajnában. Szlovákiai jelölése 190-es fővonal. Szilvásújfalu közelében egy vágánnyal leágazik Tőketerebes felé. Kozma és a Szilvásújfalu melletti elágazás között is csak egy vágány van. Tőketerebes és Felsőmislye között vele párhuzamosan fut a széles nyomtávú Ungvár–Kassa-vasútvonal. Az V. számú páneurópai folyosó része.

## Története
1872. január 7-én adták át az Alsómihályi–Sátoraljaújhely szakaszt. Ez nem a mai Magyarország területén található állomás, hanem a mai Slovenské Nové Mesto állomása, (Újhely). Augusztus 25-én az Újhely–Tiszacsernyő közötti szakaszt is átadták, ezzel egyidőben alakult ki a sátoraljaújhelyi delta. 1873. október 22-én a Kassa–Alsómihályi közötti szakasszal épült meg teljesen.
A trianoni béke aláírásakor a vasútvonal kiemelt jelentőséggel bírt, ugyanis Csehszlovákia kifejezetten azért formált rá igényt, mert a szintén az államalakulathoz csatolt Kárpátalja ezen az útvonalon volt egyedül megközelíthető vasúton. A vonal teljes hosszúságában Csehszlovákiához került, amelynek az volt az ára, hogy Sátoraljaújhelyet kettévágta a határ. Itt a vasútvonal attól mindössze pár méterre halad.
1938 és 1945 között a vasútvonal teljes egészében ismét Magyarországhoz tartozott, kivéve a Regeteruszka és Legenye–Alsómihályi közti 26 kilométeres szakaszt, amely Szlovákiánál maradt. A második világháború után a még mindig létező sátoraljaújhelyi delta Borsi felől Magyarország felé haladó kétvágányú ágát felbontották. Ekkor került Csap a Szovjetunió területére, így Tiszacsernyő határállomássá vált, nagyméretű rendezőpályaudvarral.
1985. november 7-én Szilvásújfalu rendezőtől kiépült a kapcsolat Tőketerebes felé, s onnan a fővonalra Alsómihályinál csatlakozik be.
Vágányok megduplázása
- 1951: Tiszacsernyő–Alsómihályi
- 1953: Alsómihályi–Kozma
- 1954: Kozma–Regeteruszka
- 1955: Kassa–Regeteruszka

Vonalak villamosítása
- 1961. december 19.: Alsómislye–Csörgő
- 1962. január 18.: Kassa–Alsómislye
- 1962. július 1.: Csörgő–Tiszacsernyő
- 1989. január 26.: Szilvásújfalu rendező–Tőketerebes

## Állomások és megállóhelyek
- Kassa (csatlakozás a Kassa-Zólyom, a Kassa-Hidasnémeti, és a Kassa-Zsolna vasútvonalakhoz)
- Kassa-Erzsébetváros
- Abaszéplak
- Alsómislye
- Felsőmislye
- Garbócbogdány
- Regeteruszka
- Nagyszalánc
- Kalsa (leágazás Tőketerbes felé)
- Szilvásújfalu
- Kozma
- Alsómihályi (leágazás Tőketerebes felé és csatlakozás az Alsómihályi–Homonna–Mezőlaborc–Stary Łupków vonalhoz)
- Csörgő
- Újhely (határátmenet Sátoraljaújhely felé)
- Borsi
- Bodrogszerdahely
- Szomotor
- Nagygéres
- Perbenyik
- Kisdobra
- Bély
- Tiszacsernyő (határátkelő Ukrajna felé)
- Tiszasalamon
- Csap

## Felújítás
A 10,4 km hosszú Nagygéres–Bodrogszerdahely és a 6,6 km hosszú Alsómislye–Regeteruszka szakaszok műszaki állapota a sínek kopása, a talpfák és a pálya deformációi miatt nem kielégítő. A két szakasz átépítését tervezik európai forrásokból. A felújítás a vasúti pálya kopott elemeinek cseréjéből, ill. az altalaj stabilizációjából áll, ami növeli a vasúti közlekedés biztonságát és megszünteti a vonatok ideiglenes sebességkorlátozásait.

## Fordítás
- Ez a szócikk részben vagy egészben  a(z)   Železničná trať Košice – Čierna nad Tisou című szlovák Wikipédia-szócikk fordításán alapul.  Az eredeti cikk szerkesztőit annak laptörténete sorolja fel. Ez a jelzés csupán a megfogalmazás eredetét és a szerzői jogokat jelzi, nem szolgál a cikkben szereplő információk forrásmegjelöléseként.

## Külső hivatkozások
- A Wikimédia Commons tartalmaz Kassa–Ágcsernyő–Csap-vasútvonal témájú kategóriát.
- Kassa–Tiszacsernyő – Vlaky.net (szlovákul)
- Sátoraljaújhely-Legenyemihályi-Kalsa-Kassa és Sátoraljaújhely-Perbenyik-Csap-Bátyu-Munkács-Kisszolyva – Vasútállomások.hu
- Utazás a vonalon – Bene.hu

1. ↑  http://users.atw.hu/diesirae/menetrend/1943/82_o102.jpg